# Arkhom Chenglai
Arkhom Chenglai (thailändisch อาคม เฉ่งไล่; im Muay Thai bekannt als Issara Sakgreerin; * 11. Juni 1970 in Amphoe Mueang Trang, Provinz Trang, Südthailand) ist ein ehemaliger thailändischer Boxer. Er gewann eine Bronzemedaille bei den Olympischen Spielen 1992 in Barcelona.

## Karriere
Chenglai begann seine Kampfsportkarriere mit Muay Thai und gewann den prestigeträchtigen Leichtgewichtstitel des Lumpinee Boxing Stadium in Bangkok. In einem seiner Kämpfe besiegte er dabei 1990 mit Ramon Dekkers den ersten Ausländer, welcher um den Titel kämpfte.
Ab 1990 widmete er sich dem klassischen Boxsport und war noch im selben Jahr Teilnehmer der Asienspiele in Peking, wo er im Viertelfinale des Halbweltergewichts ausschied. Anschließend boxte er im Weltergewicht, gewann eine Bronzemedaille bei der Asienmeisterschaft 1992 in Bangkok und startete bei den Olympischen Spielen 1992 in Barcelona, wo er mit Siegen gegen Yusuf Khateri, Nick Odore und Vitalijus Karpačiauskas das Halbfinale erreichte und dort gegen Michael Carruth mit einer Bronzemedaille ausschied. 1994 gewann er noch die Silbermedaille bei den Asienspielen in Hiroshima.

## Sonstiges
Arkhom erwarb einen Bachelor-Abschluss an der Rajabhat-Universität Chandrakasem und betreibt ein Geschäft sowie ein Restaurant in seiner Heimatstadt.